# Ossi Somma
Kaarlo Ossian "Ossi" Somma (till 1936 Sulander), född 28 januari 1926 i Nokia, död 10 september 2020 i samma stad, var en finländsk skulptör. 
Somma studerade 1952–1956 vid Konstindustriella läroverket och 1966–1967 vid Repininstitutet i Leningrad. Hans konst har sin grund i hans personliga sanningsövertygelse (han kallade sig "en kristen kommunist") och samhällskritiska attityd. Sina skulpturer, som kan ses som avbildningar av smältande eller hudflängda människogestalter, tillverkade han av bland annat betong, glasfiber, hönsnät och brädstumpar. I hans konst finns både ironi och etisk predikan. En av hans mest kända skulpturer är Den sista ryttarstatyn, hopsnickrad av gammalt husvirke och karakteriserad som ett Don Quijote-liknande hån mot allt vad heroiskt hjältemod heter. Han deltog och placerade sig i talrika skulpturtävlingar, och bland hans förverkligade offentliga monument kan nämnas Skinnhandlarna på ett torg i Nokia (1971) och sjöfartsmonumentet i Uleåborg (1985).